# Жене у класичној музици
Жене су активне у свим аспектима класичне музике, попут инструменталног извођења, вокалног извођења, оркестарског дириговања, хорског дириговања, научних истраживања и савремене композиције. Међутим, пропорционално мушкарцима, њихова заступљеност и признање - посебно на вишим нивоима - далеко је ниже од њиховог броја.
Иако жене до недавно нису учествовале у симфонијским оркестрима, било је много чешће да жене уче музичке инструменте. У 1800-им годинама од жена више класе се често очекивало да науче неки инструмент, често харфу, клавир, гитару или виолину или да науче да певају. Тек последњих година жене су све чешће наступале у солистичком окружењу. Пијанисткиња (и композиторка) Клара Шуман и певачица Јени Линд била су два ретка примера истакнута у деветнаестом веку.

## Историја
Једна од првих историјски забележених жена у средњовековној музици била је Хилдегарда из Бингена, која је у 12. веку писала верске песме. Жене су такође биле неопходне за функционисање хорова, који захтевају горњи регистар који жене могу да певају, иако је папа Лав IV (847–855. н. е.) забранио женама у хоровима да певају у црквама, а папа Пије X забранио је женама да певају у црквеним хоровима 1907. Антонио Вивалди водио је женски оркестар 1714. у школи за девојчице.
Историјски гледано, од жена се очекивало да савладају инструменте заједно са учењем музичких основа, попут читања музике, писања музике и њеног извођења. Међутим, све до 20. века јавно извођење се сматрало неморалним за жене и очекивало се да свирају само у приватном домаћем окружењу. Донедавно женама није било дозвољено да се образују на нивоу конзерваторијума и биле су уврштене у мање захтеван наставни план и програм који је изостављао теме које су се сматрале сложеним. Ти су предмети укључивали композицију, контрапункт и оркестрацију. Жене се чак мање подстичу на компоновање него на извођење. На професионални статус композиторки утицао је њихов породични и брачни статус. Жене које су потицале из музичких породица и имале подршку супруга и оца могле су се прославити.
Истакнути историјски пример је Елизабет Жаке де Ла Гер, француска композиторка рођена 1665. Њен деда, Жеан Жаке и њен отац, Клод Жаке, били су произвођачи чембала. Уместо да само учи своје синове, Клод Жаке је поучавао и своје синове и кћери како да преживе и напредују у свету. Ово васпитање, подршка њеног оца и богата музичка историја њене породице били су велика степеница за њену музичку каријеру. У петој години, Луј XIV ју је запазио када је наступала у његовој палати у Версају. Ово је на крају довело до тога да је постала музичарка на двору краља Сунца, Луја  XIV. Већину својих дела написала је за свог краља, што је за то време било уобичајено. Титон ди Тије доделио јој је место на својој Планини Парнас када је имала само 26 година. Упркос томе што је њена једна објављена опера, Céphale et Procris, имала само 5 или 6 извођења, наставила је да компонује током свог живота, производећи велики број дела. Након њене смрти, признати су њена генијалност у композицијама, креативност у вокалној и инструменталној музици и разноликост жанрова. Њен успех у животу и каријери показује да јој се пружила ретка прилика да успе као композиторка и како је то у потпуности искористила.
Некада се сматрало да је исправно да млада жена у високом друштву стекне знање свирања класичног инструмента, обично клавира, харфе, класичне гитаре или певање. Улоге жена у музици, било да се ради о извођењима или образовању, биле су намењене њиховом приватном животу унутар њихових домова, а не јавности. Осим тога, жене нису биле обучене за професионалце, зато што се сматрало нескромним да жена наступа у јавности. Ове смернице за бонтон обично су се шириле књигама попут Писма младој дами коју је написао Џон Бенет 1798. године и Писма младим дамама коју је написала Лидија Сигурни 1844. године. Музичко извођење је виђено као женско занимање, па су стога школе за жене често имале већи фокус на музици него школе за дечаке. У ствари, први музички конзерваторијум у Сједињеним Државама, Music Vale Seminary, основан је 1835. године у сврху подучавања жена музици. Култура жена које су училе музику била је толико јака у 18. веку да су унука Џорџа Вашингтона и супруга Томаса Џеферсона биле музичарке.
Жене у 18. веку нису често компоновале класичну музику. Док су композиције које су написале жене биле прихватљиве у Европи и Великој Британији, композиције које су написале Американке често су биле неодређено приписиване или непотписане.
Од 1870. до 1910. године, жене су почеле да узимају више удела у класичној музици, обично на наставничким позицијама. Американка Клара Баур била је прва жена која је 1867. године основала конзерваторијум, Универзитет у Синсинатију-колеџ-конзерваторијум за музику.  Растућа америчка популарност оперске музике у овом временском периоду такође је допринела повећању броја жена у класичној музици, јер су жене биле потребне за певање истакнутих женских делова.

## 20. век
Године 1936. Нађа Буланже је одржала концерт са Лондонском филхармонијом, прва жена која је то учинила. Буланже је такође наредних година дириговала Филаделфијским оркестром, Бостонском Симфонијом и Њујоршком филхармонијом. Вицслава Капралова је 1937. дириговала Чешком филхармонијом и ББЦ оркестром (касније познатим као ББЦ Симфонијски оркестар 1938. у Лондону, током 16. ИСЦМ фестивала.
Након завршетка Другог светског рата, број жена на пословима класичне музике увелико се повећао у Сједињеним Државама. 1947. године само 8% музичара симфонијског оркестра биле су жене, у поређењу са 26,3% 1982. Међутим, број жена у европским оркестрима остао је низак. Жене на сталним позицијама на универзитетима такође су биле веома ретке у 1970-им, са 10,6% позиција које су заузимале жене.
Године 1984. Одалина де ла Мартинез постала је прва жена која је дириговала на ББЦ Променадном концерту у Ројал Алберт Холу.
Љубица Марић (1909 — 2003) је била прва српска композиторка и академик Српске академије наука и уметности. 1929. године прва је понела диплому композиције стечену школовањем у Србији.

## 21. век
Однос жена и мушкараца у америчким оркестрима је отприлике једнак, али је однос у европским оркестрима и даље низак. Релативно је мало жена диригенткиња, али се њихов број повећава, јер фигуре попут Марин Алсоп, Барбаре Ханиган, Сузане Малки и Мирге Гражините-Тила добијају пажњу и популарност јавности.

## Жене у оркестрима
Први оркестар на свету који је икада запослио музичарке био је оркестар Краљичине дворане у Лондону 1913. године, предвођен сер Хенријем Вудом . Пре 1913. године жене су свирале у оркестрима само за жене, од којих је први основала Мари Вурм 1898. године у Берлину. Прва жена која се придружила америчком оркестру била је харфисткиња Една Филипс, која је примљена у Филаделфијски оркестар 1930.
Жене нису постојале у већини великих музичких симфонијских оркестара све до 1960-их. Ова неравнотежа била је посебно приметна у музичким директорима симфонијских оркестара, са 4,1% великих оркестара у Сједињеним Државама предвођеним женом, у новембру 2016. а од 150 признатих врхунских диригената у свету, само 3,3 % су биле жене. Јаз се такође проширује на чланске позиције у симфонијским оркестрима. Берлинска филхармонија је 1982. запослила своју прву жену, Маделин Карузо.  Бечка филхармонија је 2003. године именовала своју прву жену музичарку након 161 године рада без жена. У ствари, постојала је изричита забрана жена музичарки све до 1996. године, када је филхармонији претило смањење буџета од стране аустријске владе.

## Жене композитори
Сара Мор-Пич процењује у чланку за The Guardian да је око 40% живих композитора женског пола, па ипак, жали се, само око 17% имена на листама музичких издавача су женског пола. Истраживање Бостонског симфонијског оркестра сугерише јаче неслагање; у програмирању за 22 најбоља америчка оркестра у 2014–2015, само 1,8% композитора су биле жене. 
У „Листи моћи: Зашто жене нису једнаке у новом музичком вођству и иновацијама“, Елен МекСвини расправља о шест генеричких фактора доприноса које је идентификовала Шерил Сандберг у Lean In: Жене, рад и воља за вођством који могу имати неки утицај на ове бројке.
- Социолошка чињеница да музичарке, као и све друге жене, плаћају „порез на допадљивост“ када су самопромотивне, асертивне и успешне.
- Мање је вероватно да ће се музичарке упустити у пројекте високе видљивости, преузети професионалне ризике и замишљати себе као лидере - што их оставља у изразито неповољном положају у развоју предузетничке каријере.
- Жене стално потцењују сопствене таленте и способности, остављајући их у неповољном положају у суштинском домену самопромоције.
- Приликом одабира кога ће запослити, мушкарци ће знатно чешће изабрати мушкарца.
- Слично томе, старији мушкарци чешће менторирају младиће него младе жене.
- Жене се од малих ногу уче да брину о томе могу ли имати децу и каријеру.